# Vindelforsarna
Vindelforsarna är ett naturreservat i Vindelns kommun i Västerbottens län.
Området är naturskyddat sedan 1982 och är 76 hektar stort. Reservatet omfattar en forsrik sträcka av Vindelälven. Invid den östra stranden finns nipor, raviner och älvterrasser med lövskog. På västsidan växer äldre barrskog.